# Phlebotomus brevifiloides
Phlebotomus brevifiloides är en tvåvingeart som beskrevs av David Fairchild 1952. Phlebotomus brevifiloides ingår i släktet Phlebotomus och familjen fjärilsmyggor. Inga underarter finns listade i Catalogue of Life.